# 纽伦堡战役 (1945年)
纽伦堡战役是第二次世界大战欧洲战场的最后一个月的一場戰役，美國陸軍第七集團軍与納粹德國和俄罗斯解放军在纽伦堡进行了时长5天的城鎮戰（1945年4月16日至20日）。美军耗时4天攻佔了纽伦堡。此役给纽伦堡造成了巨大破坏。